# Bruchweidenkarmin
Das Bruchweidenkarmin (Catocala pacta) ist ein Schmetterling (Nachtfalter) aus der Familie der Eulenfalter (Erebidae).

## Merkmale

### Falter
Mit einer Flügelspannweite von etwa 42 bis 52 Millimetern handelt es sich beim Bruchweidenkarmin um eine relativ kleine Ordensbandart, die außerdem auffällig schmale Vorderflügel besitzt. Die Färbung variiert von hellgrau oder bläulichgrau bis zu graubraun. Nierenmakel sind dunkel hervorgehoben und mit einem hellen Fleck unterlegt. Die äußere gezackte Querlinie sowie die ebenfalls gezackte Wellenlinie verlaufen nahe beieinander. Die Hinterflügel sind hellrot und zeigen ein breites, schwarzes Saumband, eine ebenso gefärbte, gebogene Mittelbinde und weiße Fransen. Charakteristisch für die Art ist die überwiegend rot gefärbte Oberseite des Hinterleibes. Aufgrund der vorgenannten Merkmale ist sie unverwechselbar.

### Ei, Raupe und Puppe
Das Ei ist halbkugelig, rotbraun gefärbt und mit bis zu vierzig geraden Längsrippen versehen, von denen mehr als die Hälfte die Mikropylzone erreicht. Die Raupen haben eine aschgraue oder rötlichgraue Färbung mit einer dunkleren Marmorierung. Auf jedem Rückensegment ist eine M-förmige Zeichnung zu erkennen. Die Bauchseite ist weiß und mit schwarzen Flecken versehen. Außerdem sind gelbe Warzen, weiß eingefasste, schwarze Stigmen und kurze, graue Seitenfransen vorhanden. Am achten Segment tritt eine schwärzliche oder rötliche, zuweilen orangefarben punktierte Wulst hervor. Weiterhin sind am elften Segment zwei schwarzbraune Spitzen zu sehen. Der Kopf ist grau. Die schlanke Puppe trägt zwei längere und sechs kürzere Hakenborsten am leicht runzeligen Kremaster.

### Ähnliche Arten
- Weidenkarmin (Catocala electa (Vieweg, 1790))
- Pappelkarmin (Catocala elocata (Esper, 1787))
- Rotes Ordensband (Catocala nupta (Linnaeus, 1767))
- Kleines Eichenkarmin (Catocala promissa (Dennis & Schiffermüller, 1775))
- Großes Eichenkarmin (Catocala sponsa (Linnaeus, 1767))

## Geographische Verbreitung und Lebensraum
Die Art ist in Europa von Südschweden, in östlicher Richtung über Finnland, Polen und weiter bis zum Ural, außerdem bis Tibet und ins Amurgebiet lokal verbreitet. Sie bevorzugt moorige Gegenden.

## Lebensweise
Die Falter sind nachtaktiv und besuchen künstliche Lichtquellen, gerne auch angelegte Köder. Sie fliegen von Juli bis September. Die Raupen leben von Mai bis Juni. Sie ernähren sich von den Blättern verschiedener Weidearten (Salix), vorwiegend von Salweiden (Salix caprea). Die Verpuppung erfolgt an der Erde. Die Art überwintert als Ei.

## Gefährdung
In Deutschland kam die Art früher in den Küstengebieten Schleswig-Holsteins und Mecklenburg-Vorpommerns vor, inzwischen wird sie auf der Roten Liste gefährdeter Arten in der Kategorie 0 (ausgestorben oder verschollen) geführt.